# Adão (Guarda)
Adão ist eine Gemeinde (Freguesia) im portugiesischen Kreis Guarda. In ihr leben 258 Einwohner (Stand 19. April 2021).
Am 29. September 2013 wurde die Gemeinde Carvalhal Meão nach Adão eingegliedert.